# Coptosapelta montana
Coptosapelta montana är en måreväxtart som beskrevs av Pieter Willem Korthals och Theodoric Valeton. Coptosapelta montana ingår i släktet Coptosapelta och familjen måreväxter. Inga underarter finns listade i Catalogue of Life.